# Phra Nakhon
Phra Nakhon (thailändisch พระนคร) ist einer der 50 Khet (Bezirke) in Bangkok, der Hauptstadt von Thailand. Es ist der zentrale Bezirk, der die „Altstadt“ von Bangkok, die so genannte Rattanakosin-Insel, einschließt.
Phra Nakhon war auch der Name der Provinz Bangkok, bevor sie im Jahre 1972 mit Thonburi zur heutigen „Bangkok Metropolis“ zusammengelegt wurde.

## Geographie
Der Distrikt wird im Norden durch den Khlong Phadung Krung Kasem begrenzt, im Osten durch den Ratchadamnoen-Nok-Boulevard und den Khlong Ong Ang, im Süden und im Westen durch den Mae Nam Chao Phraya (Chao-Phraya-Fluss).
Die benachbarten Bezirke sind im Uhrzeigersinn von Norden aus: Dusit, Pom Prap Sattru Phai, Samphanthawong, und auf dem anderen Ufer des Mae Nam Chao Phraya liegen Thonburi, Bangkok Yai, Bangkok Noi und Bang Phlat.

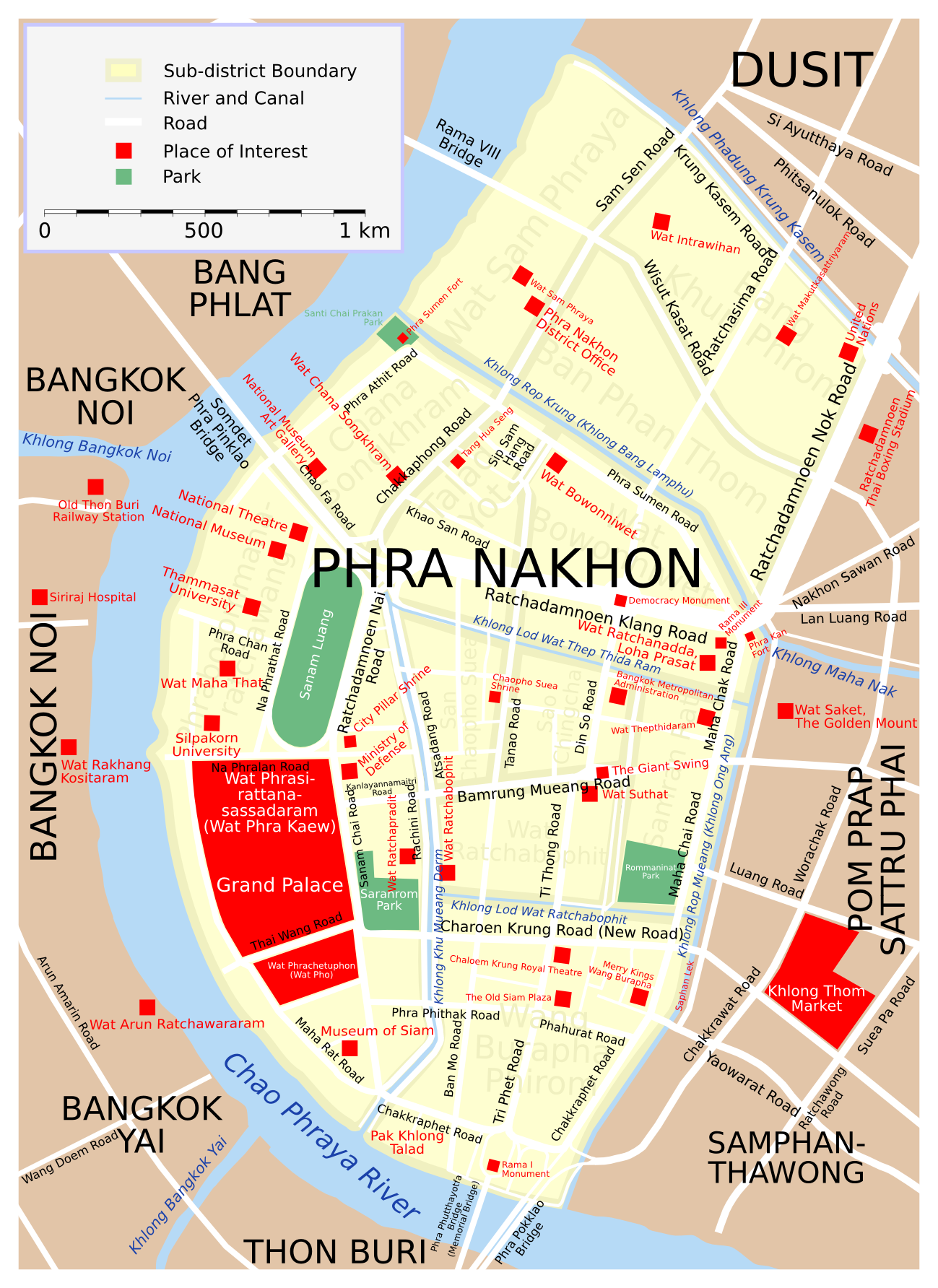
Übersichtskarte des Bezirks

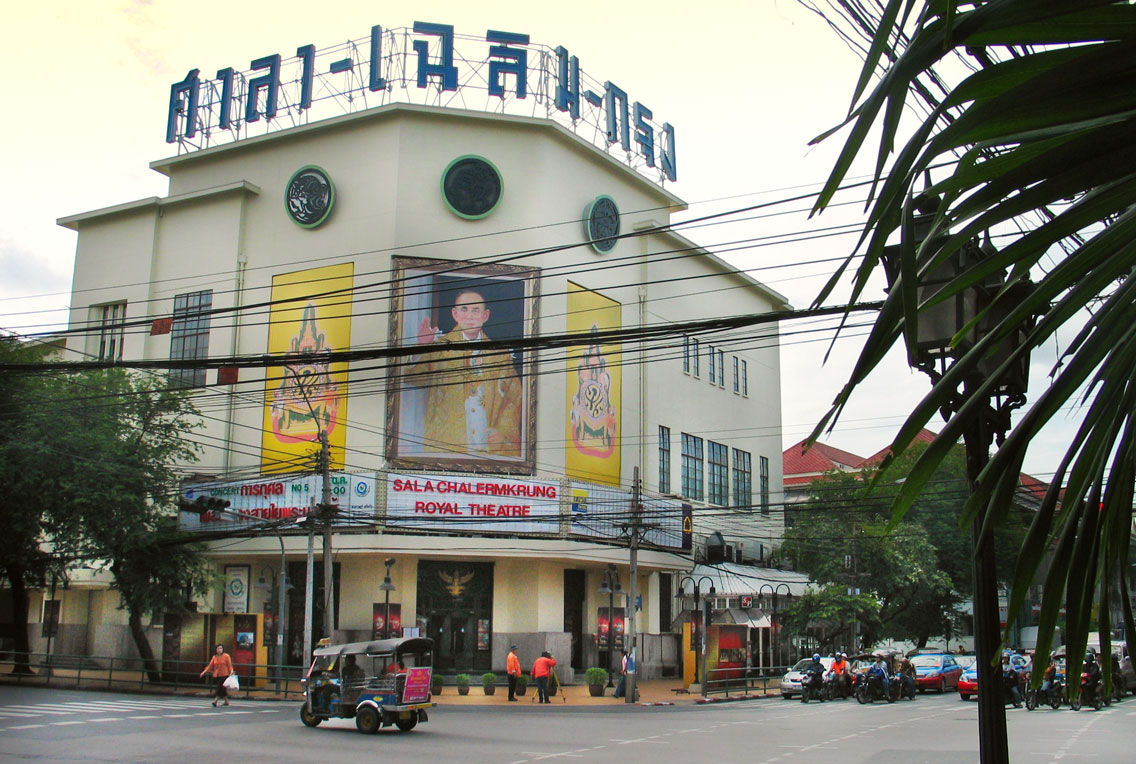
Sala Chalermkrung Royal Theatre

## Sehenswürdigkeiten
- Sanam Luang – Etwa in der Mitte des Bezirks befindet sich der gedachte „Nabel der Stadt“, symbolisiert durch die Stadtsäule (Lak Müang) an der südöstlichen Ecke des Sanam Luang („Königlicher Platz“). Südlich des Sanam Luang liegt der Große Königspalast (Grand Palace) mit dem Wat Phra Kaeo. Im Uhrzeigersinn schließen sich an die Silpakorn-Universität, der Wat Mahathat, der historische Campus der Thammasat-Universität und der ehemalige Palast (Wang Na) des Uparat („Zweiter König“), in dem sich heute das Nationalmuseum Bangkok befindet. Direkt nördlich liegt das Nationaltheater Bangkok, sowie auf der anderen Seite des Khlong Lot (der sich unterhalb der Auffahrt zur Phra-Pinklao-Brücke befindet) die Nationalgalerie Bangkok.
- Das Saha Chat-Denkmal wurde 1913, das Museum Siam 2007 eingeweiht.
- Paläste
  - Großer Königspalast (Engl.: „Grand Palace“),
  - Vorderpalast (Wang Na) – ehemaliger Palast des Uparat („zweiter König“), heute: Nationalmuseum Bangkok,
  - Saranrom-Palast – Alterssitz von König Mongkut (Rama IV.),
  - Wang Tha Phra – heute: Silpakorn-Kunsthochschule,
  - Wang Ban Mo (Ban-Mo-Palast) – liegt an der östlichen Grenze des Distrikts an der Thanon Atsadang (Atsadang-Straße), südlich der Thanon Charoen Krung[1]
  - Wang Bang Khun Prom (Bang-Khun-Prom-Palast) – liegt am Ufer des Chao Phraya im nördlichen Teil des Distrikts, auf dem heutigen Gelände der Bank of Thailand[2]
- Tempelanlagen – Andere Sehenswürdigkeiten des Distrikts:
  - Im nördlichen Teil des Bezirks liegt an der heute vielbefahrenen Thanon Wisut Kasat (Wisut-Kasat-Straße), der östlichen Auffahrt zur Rama-IX.-Brücke, der Wat Indrawihan, bekannt durch seine riesige stehende Buddha-Statue.
  - Nordöstlich des weltbekannten Touristenzentrums Khaosan Road liegt der Tempel Wat Bowonniwet, das Zentrum der Thammayut-Gemeinschaft und der buddhistischen Mahamakut-Universität. In diesem Tempel war König Mongkut Abt, der derzeitige König Bhumibol Adulyadej ist hier als Mönch ordiniert gewesen.
  - Südlich des Großen Palasts liegt der Wat Pho, im Osten an der „Großen Schaukel“ (Sao Ching Cha) der Wat Suthat, weiter nach Norden der Wat Thepthidaram, der Wat Ratchanatdaram mit dem „Eisenpalast“ Loha Prasat und das Demokratiedenkmal.
  - Etwa im Zentrum des Bezirks liegt der 1869 von König Chulalongkorn erbaute Wat Ratchabopit, ein Tempel mit ungewöhnlicher Architektur, die in ihrem Aufbau an den Phra Pathom Chedi erinnert. Schräg gegenüber auf dem anderen Ufer des Khlong Khu Mueang Derm (auch: Khlong Lot) liegt Wat Ratchapradit, ein kleiner Tempel, der wegen seiner feinen Wandmalereien im Viharn sehenswert ist.
  - An der südlichsten Spitze des Bezirks verbindet die Phra Phutthayotfa-Brücke (kurz Saphan Phut) Phra Nakhon mit Thonburi. Saphan Phut ist die zweite Brücke Bangkoks, sie wurde am 6. April 1932 eröffnet. Direkt an der Brücke befindet sich eine große Statue des Stadtgründers König Rama I. (Phra Phutthayotfa Chulalok). Gegenüber liegt etwas abseits ein alter Tempel, der Wat Ratchaburana.
- Forts – Von den ursprünglich 14 Forts, die die Rattanakosin-Insel beschützten, sind nur noch zwei übrig geblieben: das Fort Mahakan im Osten des Distrikts und Fort Phra Sumen (auch Phra Sumeru geschrieben – ป้อมพระสุเมรุ) in der nordwestlichen Ecke.
- Parkanlagen
  - Santi-Chai-Prakan-Park (สวนสาธารณะสันติชัยปราการ) – Rund um das Fort Phra Sumen wurde im Jahr 2000 ein kleiner Erholungspark, der „Santi-Chai-Prakan-Park“, am Ufer des Chao Phraya angelegt, der sich bei der Bevölkerung großer Beliebtheit erfreut.
  - Saranrom-Park (สวนสราญรมย์) – ehemaliger Garten des Saranrom-Palasts, heute öffentlicher Park
  - Rommaninat-Park (สวนรมณีนาถ) – ehemalige Gefängnisanlage im Osten des Distrikts
- Theater – Das Thailändische National-Theater befindet sich nördlich des National-Museums. Im südlichen Drittel des Bezirks Phra Nakhon befindet sich das Chalermkrung Royal Theatre (ศาลาเฉลิมกรุง). Es ist das älteste Kino von Bangkok und es war das erste Kino mit Klima-Anlage in Thailand. König Prajadhipok (Rama VII.) war begeistert von Filmen, dass er aus seiner eigenen Schatulle das Kino bauen ließ. Prinz Samaichalerm, der an der École des Beaux-Arts in Paris studiert hatte, entwarf das hexagonale Gebäude an der Charoen Krung Road. Das Kino wurde am 2. Juli 1933 vom König eröffnet, der auch den Namen aussuchte. Im Jahre 1992 wurde das Theater von Grund auf renoviert, um es an moderne, internationale Standards anzupassen. Heute werden nur noch selten Filme gezeigt, hauptsächlich dient es zur Vorführung von traditionellen thailändischen Khon-Dramen.
- Märkte:
  - Westlich der Memorial Bridge liegt am Flussufer des Maenam Chao Phraya der lebhafte Markt Pak Khlong Talad (Markt an der Mündung des Kanals – womit der „Khlong Lod“ gemeint ist), einer der wichtigsten Gemüse- und Blumen-Märkte der Stadt.
  - Die Umgebung der Phahurat Road (พาหุรัด) kann als Thailands „Little India“ bezeichnet werden. Die Straße wurde während der Regierungszeit von König Chulalongkorn (Rama V.) gebaut, kurz darauf siedelten sich die indischen Einwanderer hier an. Der „Siri Guru Singh Sabha“, Thailands erster Sikh-Tempel, wurde 1933 in einer Nebenstraße erbaut. Heute ist das Phahurat-Viertel für preiswerte Textilien bekannt.

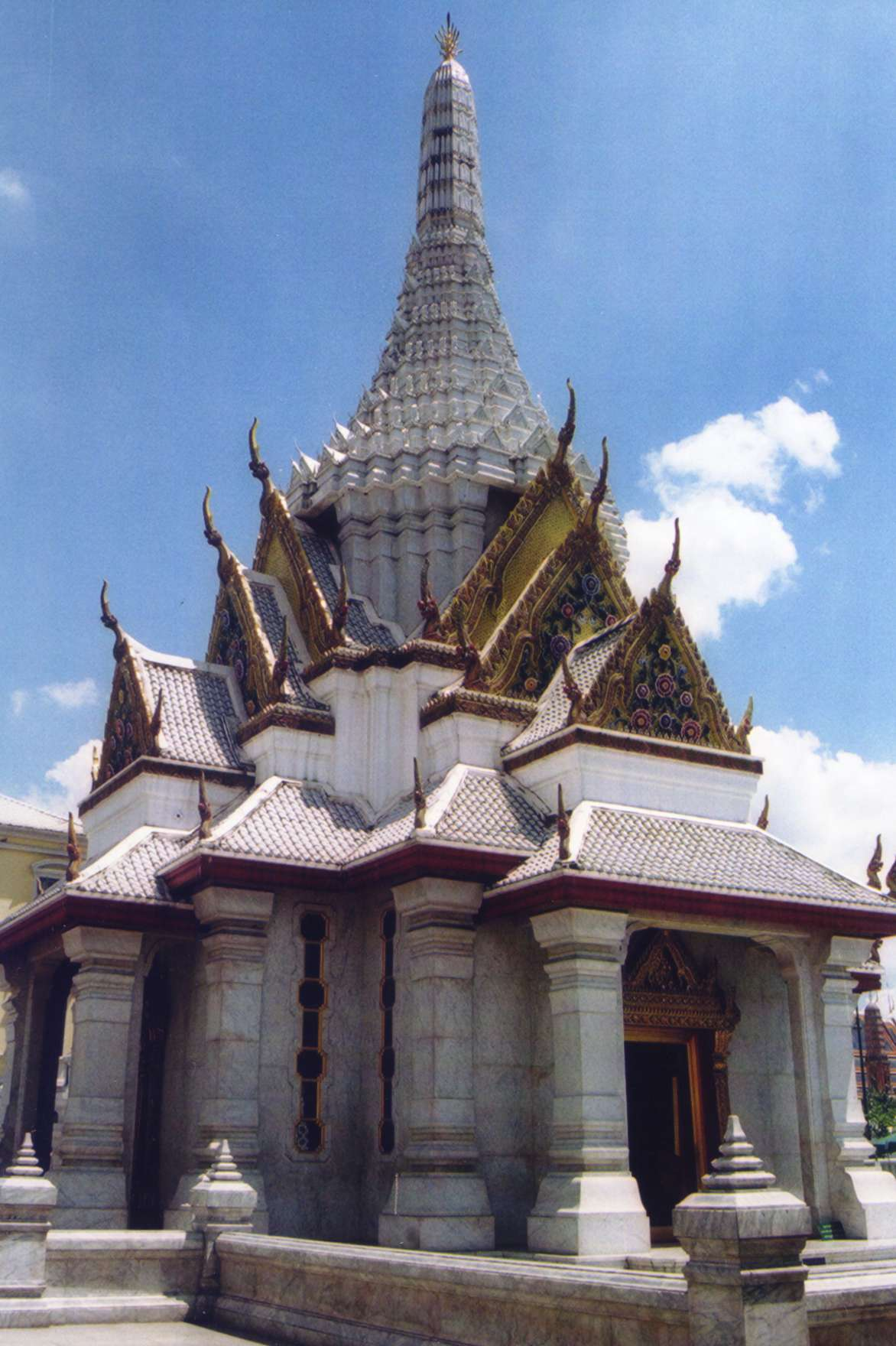
Der Schrein mit der Stadtsäule (หลักเมือง, Lak Mueang) stellt den gedachten Mittelpunkt von Bangkok dar
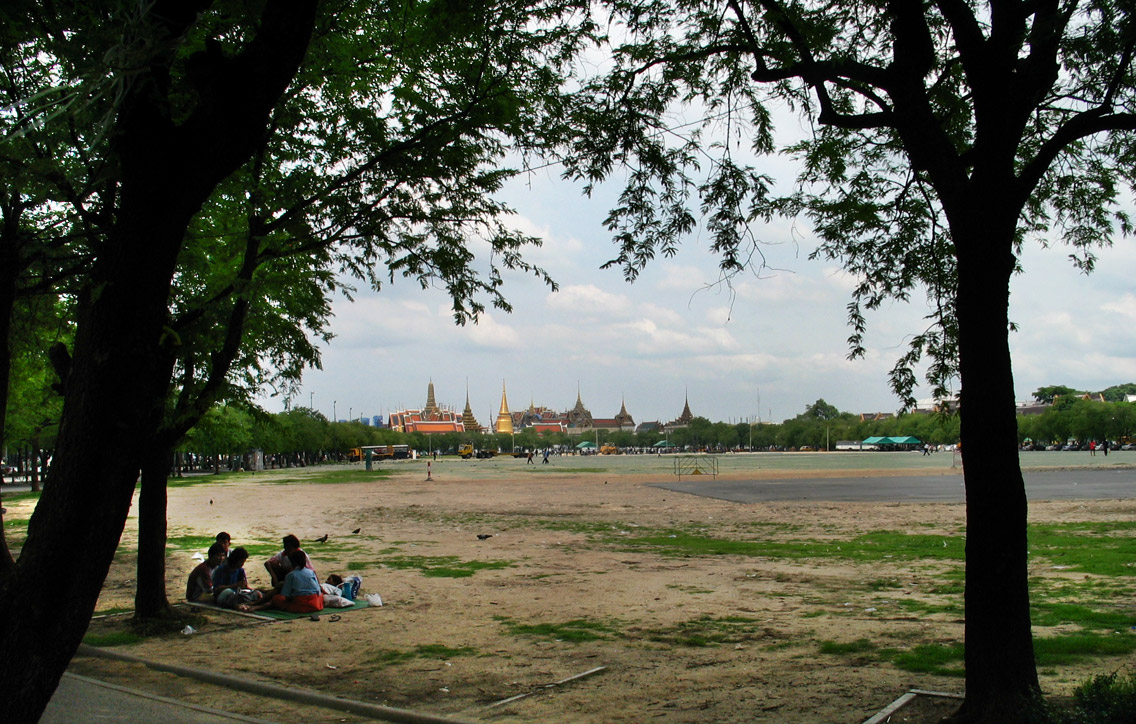
Abends am Sanam Luang
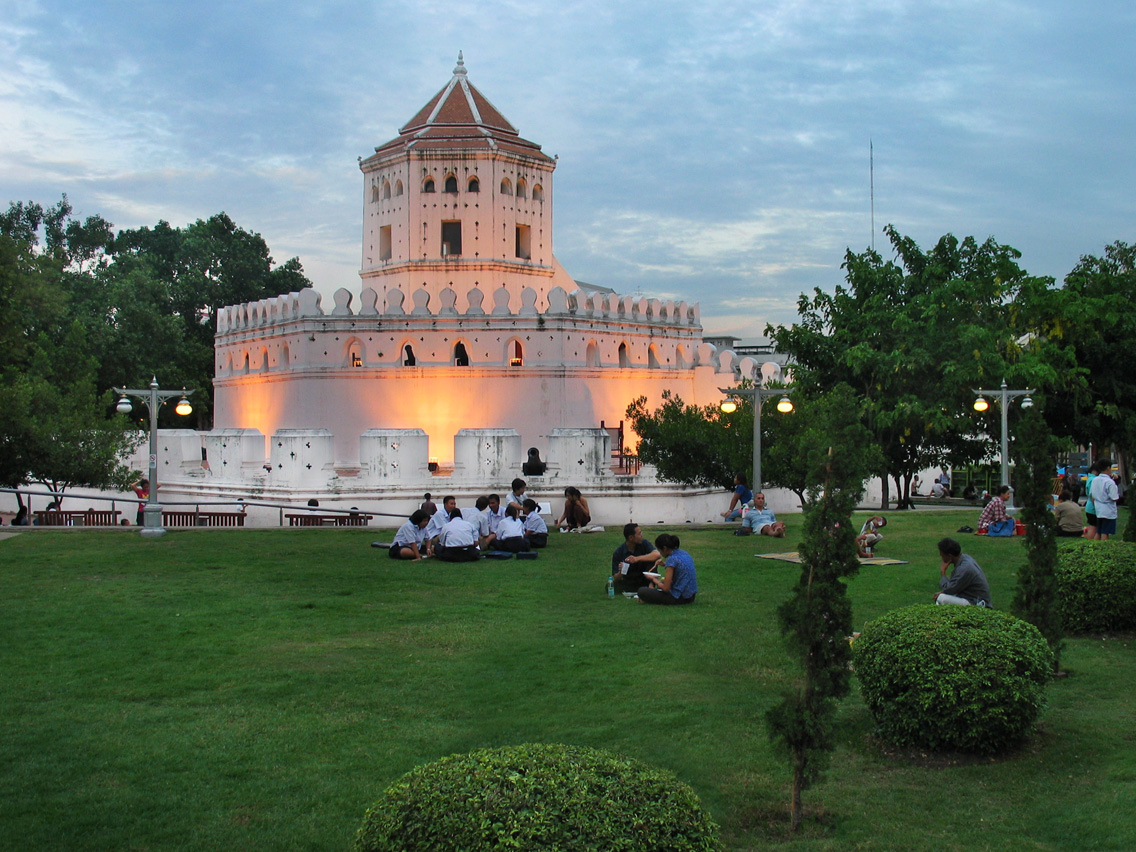
Phra Sumen Fort
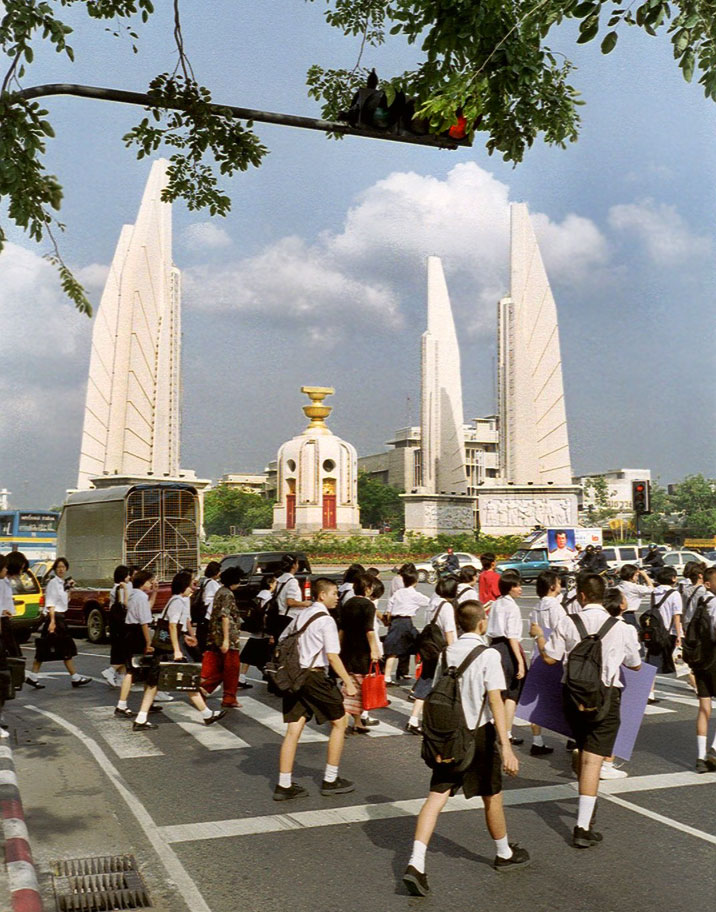
Demokratiedenkmal

## Verkehr
Brücken
- Die Phra-Phutthayotfa-Brücke (im Volksmund kurz „Saphan Phut“, im englischen Sprachgebrauch auch Memorial Bridge genannt) war 1932 die zweite Brücke über den Chao Phraya. Sie verbindet den Süden des Bezirks Phra Nakhon mit Thonburi. Zu ihrer Entlastung wurde 1984 direkt daneben die breitere Phra-Pokklao-Brücke errichtet.
- Etwas weiter südlich befindet sich die Phra-Pinklao-Brücke. Seit 1973 verbindet sie Phra Nakhon mit dem Bezirk Bangkok Yai.
- Die 2002 eröffnete Rama-VIII.-Brücke im Norden des Bezirks ist eine der wichtigsten Straßenverbindungen auf das westliche Ufer des Chao Phraya. Sie verbindet Phra Nakhon mit Bang Phlat.

Öffentlicher Nahverkehr
Durch den Süden des Bezirks führt die blaue Linie der Bangkoker U-Bahn (MRT) mit den Stationen Sanam Chai im Unterbezirk Phra Borom Maha Ratchawang (am Museum Siam) und Sam Yot im Unterbezirk Wang Burapha (Nähe Rommaninat-Park und Sala-Chaloem-Krung-Theater). Der zentrale und nördliche Teil von Phra Nakhon ist hingegen bislang an keines der öffentlichen Massenverkehrssysteme angeschlossen. Allerdings wird der Bezirk von zahlreichen Stadtbuslinien bedient. Dadurch ist die Lage auf den Straßen sehr angespannt.
Auf dem Chao Phraya verkehren Passagierboote. Anleger, die Phra Nakhon bedienen, sind (von Norden nach Süden): Thewet, Phra Ram 8, Phra Athit, Maharat, Tha Chang, Tha Tian, Rachini und Saphan Phut. An der östlichen Grenze des Bezirks liegt außerdem die Endhaltestelle der Bootslinie auf dem Khlong Saen Saep, die vor allem im Berufsverkehr eine schnelle Verbindung in die östlichen Bezirke darstellt. Verschiedene Fähren verbinden die Anlegestellen in Phra Nakhon außerdem mit dem jeweils gegenüberliegenden Ufer des Chao Phraya.

## Verwaltung
Der Bezirk ist in 12 Unterbezirke (Khwaeng) gegliedert:
| Nr. | Name                       | Thai           | Einw.  |  | Nr. | Name            | Thai       | Einw. |
| --- | -------------------------- | -------------- | ------ |  | --- | --------------- | ---------- | ----- |
| 1.  | Phra Borom Maha Ratchawang | พระบรมมหาราชวัง | 4.616  |  | 7.  | Bowon Niwet     | บวรนิเวศ    | 5.694 |
| 2.  | Wang Burapha Phirom        | วังบูรพาภิรมย์     | 12.235 |  | 8.  | Talat Yot       | ตลาดยอด    | 2.847 |
| 3.  | Wat Ratchabophit           | วัดราชบพิธ       | 3.584  |  | 9.  | Chana Songkhram | ชนะสงคราม  | 2.141 |
| 4.  | Samran Rat                 | สำราญราษฎร์     | 3.660  |  | 10. | Ban Phan Thom   | บ้านพานถม   | 7.537 |
| 5.  | San Chao Pho Suea          | ศาลเจ้าพ่อเสือ    | 3.537  |  | 11. | Bang Khun Phrom | บางขุนพรหม  | 5.139 |
| 6.  | Sao Chingcha               | เสาชิงช้า        | 2.541  |  | 12. | Wat Sam Phraya  | วัดสามพระยา | 3.153 |